# Kepler-15b
Kepler-15b es un exoplaneta que orbita la estrella Kepler-15. Fue descubierto en 2011 por el satélite Kepler mediante el método de tránsito astronómico y posteriormente confirmado por el telescopio Hobby-Eberly.
Es un planeta gaseoso de proporciones algo menores que el planeta Júpiter. El planeta posee también una elevada densidad, lo que puede ser indicio de que posea elementos pesados.